# Marcus Metilius Aquillius Regulus
 (octobre 2023).
La mise en forme du texte ne suit pas les recommandations de Wikipédia : il faut le « wikifier ».
Les points d'amélioration suivants sont les cas les plus fréquents. Le détail des points à revoir est peut-être précisé sur la page de discussion.
- Les titres sont pré-formatés par le logiciel. Ils ne sont ni en capitales, ni en gras.
- Le texte ne doit pas être écrit en capitales (les noms de famille non plus), ni en gras, ni en italique, ni en « petit »…
- Le gras n'est utilisé que pour surligner le titre de l'article dans l'introduction, une seule fois.
- L'italique est rarement utilisé : mots en langue étrangère, titres d'œuvres, noms de bateaux, etc.
- Les citations ne sont pas en italique mais en corps de texte normal. Elles sont entourées par des guillemets français : « et ».
- Les listes à puces sont à éviter, des paragraphes rédigés étant largement préférés. Les tableaux sont à réserver à la présentation de données structurées (résultats, etc.).
- Les appels de note de bas de page (petits chiffres en exposant, introduits par l'outil «  Source ») sont à placer entre la fin de phrase et le point final[comme ça].
- Les liens internes (vers d'autres articles de Wikipédia) sont à choisir avec parcimonie. Créez des liens vers des articles approfondissant le sujet. Les termes génériques sans rapport avec le sujet sont à éviter, ainsi que les répétitions de liens vers un même terme.
- Les liens externes sont à placer uniquement dans une section « Liens externes », à la fin de l'article. Ces liens sont à choisir avec parcimonie suivant les règles définies. Si un lien sert de source à l'article, son insertion dans le texte est à faire par les notes de bas de page.
- La présentation des références doit suivre les conventions bibliographiques. Il est recommandé d'utiliser les modèles {{Ouvrage}}, {{Chapitre}}, {{Article}}, {{Lien web}} et/ou {{Bibliographie}}. Le mode d'édition visuel peut mettre en forme automatiquement les références.
- Insérer une infobox (cadre d'informations à droite) n'est pas obligatoire pour parachever la mise en page.

Pour une aide détaillée, merci de consulter Aide:Wikification.
Si vous pensez que ces points ont été résolus, vous pouvez retirer ce bandeau et améliorer la mise en forme d'un autre article.
Marcus Metilius Aquillius Regulus Nepos Volusius Torquatus Fronto était un sénateur et un homme politique de l'Empire romain du IIe siècle.

## Biographie
Patricien, il occupa la charge de consul ordinaire en 157 avec un autre patricien, Marcus Vettulenus Civica Barbarus, comme collègue.
En tant que patricien, il à probablement reçu le consulat à l'âge de 33 ans, est doit être né vers 123/4.
Les Metilii étaient une famille italienne, probablement originaire de Transpadana. Régulus lui-même était le fils de Publius Metilius Secundus, consul suffect en 123. Olli Salomies, dans son étude des pratiques de dénomination des premiers siècles de l'Empire romain, note qu'il « semble assez plausible » de déduire que sa mère était membre de la gens Aquillia, et suggère que son praenomen a été hérité de ce côté de l'Empire romain.
Sa carrière a commencé à l'adolescence chez les Vigintiviri, comme l'un des tresviri monetalis; l'affectation à ce conseil était généralement attribuée à des patriciens ou à des individus favorisés. Elle est suivie à 25 ans d'une affectation comme questeur, puis à 30 ans comme préteur. À l'âge de 32 ou 33 ans, Régulus fut nommé consul, l'âge habituel des patriciens. Regulus est connu pour avoir exercé les fonctions sacerdotales dans les sodales Flaviales, les Salii collini et dans le collège des augures.